# ليونارد مايكلز
ليونارد مايكلز (بالإنجليزية: Leonard Michaels)‏ (2 يناير 1933، نيويورك في الولايات المتحدة - 10 مايو 2003، كاليفورنيا في الولايات المتحدة)؛ كاتب سيناريو وروائي أمريكي. درس في جامعة ميشيغان.

## روابط خارجية
- ليونارد مايكلز على موقع IMDb (الإنجليزية)
- ليونارد مايكلز على موقع الموسوعة البريطانية (الإنجليزية)
- ليونارد مايكلز على موقع قاعدة بيانات الفيلم (الإنجليزية)
- ليونارد مايكلز على موقع كينوبويسك (الروسية)